# Топонимия Северной Осетии

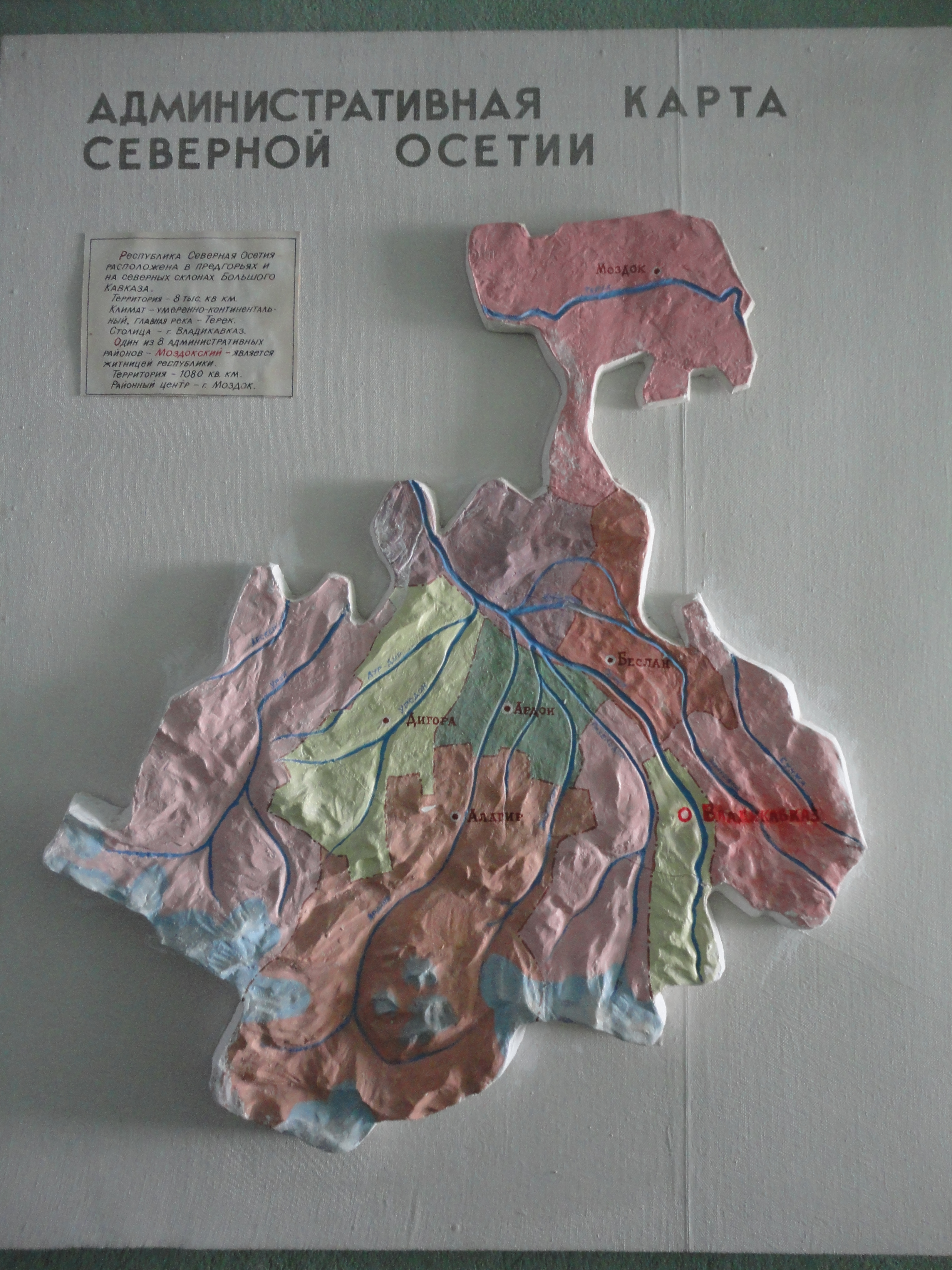
Карта Северной Осетии в Моздокском краеведческом музее

Топонимия Северной Осетии — совокупность географических названий, включающая наименования природных и культурных объектов на территории Республики Северная Осетия — Алания.
Северо-Осетинская автономная область была образована 7 июля 1924 года из Осетинского национального округа упраздненной Горской АССР. С 16 октября 1924 года — Северо-Осетинская автономная область в составе Северо-Кавказского края. С принятием новой Конституция СССР 5 декабря 1936 года Северо-Осетинская АО была выведена из состава Северо-Кавказского края и преобразована в Северо-Осетинскую АССР.
20 июля 1990 года третья сессия Верховного Совета Северо-Осетинской АССР приняла Декларацию о государственном суверенитете Северо-Осетинской ССР, в которой Северо-Осетинская АССР была провозглашена Северо-Осетинской ССР. 9 ноября 1993 года Верховный Совет Северо-Осетинской ССР принял закон об изменении наименования Северо-Осетинской ССР, которым постановил именовать республику Республикой Северная Осетия. Новое название было отражено в Конституции Российской Федерации, принятой 12 декабря того же года.12 ноября 1994 года Верховный Совет Республики Северная Осетия принял Конституцию Республики Северная Осетия — Алания (введена в действие с 7 декабря 1994 года), которой установлено наименование Республика Северная Осетия — Алания. В Конституции РФ новое наименование республики было отражено в 1996 году. С тех пор наименование региона не менялось.

## История формирования
Согласно схеме топонимического районирования В. А. Жучкевича, Северная Осетия относится к региону Северный Кавказ и Нижний Дон, который характеризуется чрезвычайно высокой сложностью топонимии. Топонимия Северной Осетии разнородна по языковому составу. По оценке А. Д. Цагаевой, наряду с осетинским, здесь присутствуют кавказский, византийско-римский, тюрко-монгольский и славянский топонимические пласты. Значительное число топонимов представляют собой необъяснимые пока названия, вероятно, восходящие к древнему кавказскому субстрату.
Широко распространены осетинские названия, которые встречаются далеко за пределами современной Осетии. Примерами осетинских названий, хорошо выраженных лишь в
области Главного Кавказского хребта и Предкавказья, могут служить такие как Цей, Гимрай-хох, Адай-Хох, Аргудон, Гизельдон, Машахдон, Флахдон, Уредон и другие, названия селений Барзикау, Дарг-Кох, Заромаг, Мамисон и т. д. Топонимы, нередко удачно объясняемые из осетинского языка, есть и далеко к северу от современного ареала этого языка. Так, название реки Дон в своей основе восходит к скифской ветви иранских языков (дон — по-осетински «река»).

## Состав топонимии
По состоянию на 16 сентября 2024 года, в Государственный каталог географических названий РФ внесено 882 названия географических объектов Северной Осетии, в том числе — 224 названия населённых пунктов. Ниже приводятся списки наиболее значимых природных объектов и населённых пунктов региона с характеристиками их этимологии.

### Гидронимы

#### Потамонимы
- Терек — русское название реки — Терка[8], вероятнее всего, имеет тюркское происхождение. Изначально гидроним хоть и связывали с современным тюркским словом терек, но смущало его неподходящее значение — «тополь»[9], то есть терек су — «тополиная река». Однако в 1980—1990-х годах было доказано что значение современного тюркского слова терек генетически восходит к древне-тюркскому (хунно-булгарскому) слову с изначальным значением — «родник, ручей, источник». То есть Терек — «река»[10]. Например, А. В. Суперанская делает вывод на основании широкого распространения лексемы терек в гидронимах (Ак-Терек, Кара-Терек, Уч-Терек, Иш-Терек и др.), а также из-за больших размеров этих рек[11]. На карачаево-балкарском языке «терк суу» означает «быстрая, стремительная вода или река»[12].Существует мнение и о кабардино-черкесском название реки. Тэрч — «дающий прутья»: «ты» — давать, «чы» — прутья. Прутья (чы) с незапамятных времён до конца XIII века оставались важным строительным материалом для черкесов. По обеим сторонам реки Терек были густые лесные заросли[13]. Однако, по мнению А. В. Суперанской, название Тэрч вторично и было заимствованно позднее[11].
- Сунжа — название реки не может быть объяснено из осетинского языка, предлагалась также версия от тюркского сюйинчи — «беглая, радостная». Но убедительная этимология так и не выявлена[14].
- Урух — гидроним означает «речка», из тюркского ур — «вода» и -ух — аффикс уменьшительности[15].
- Ардон — гидроним из осетинского арра — «бешеная», дон — «река»[16].
- Камбилеевка — на осетинском называется Хуымӕллӕджы дон, буквально — «хмеля река». Название это объясняют тем, что на её берегах возле села Ольгинское обильно произрастал хмель. А. Д. Цагаева выводит название Камбилеевка из осетинского хуымӕллӕг — «хмель» через хумбелей — кумбилей — Камбилеевка[17].
- Гизельдон — от ойконима Гизель и дон — «река». По оценке А. Д. Цагаевой, название села Гизель восходит к тюрко-монг. кш\ «красный». Предание сообщает, что в том месте, где сейчас расположилось село Гизель, произошла кровопролитная битва между предками осетин и войсками Тимура. Битва была настолько жестокая, что даже вода здешней реки окрасилась в красный цвет. Отсюда название реки осет. Джызӕлдон — Гизельдон. Последнее стало и названием селения. Что касается этимологии, данной для Гизели Цаллаговым из татарского киз-эль «девушка-ветер», то она неверна. По-видимому, автора ввело в заблуждение то, что он этимологизировал это название, исходя из его формы на русском языке[18].
- Фиагдон — название реки в народе возводят к фиййаг — «деревянная лопата» и дон — «вода», «река». По словам старожилов, когда-то Куртатинское ущелье целиком было покрыто густым лесом, а река Фиагдон — мхом. Первые поселенцы ущелья с помощью лопат расчищали русло реки, чтобы брать из неё воду[19].
- Лескен — в названии присутствует элемент -ск, который довольно часто встречается в топонимии горной Осетии, особенно Дигории. К. 3. Чокаев это название возводит к чеченскому лещ — «рыба»+ка — формант направительного падежа[20].
- Большой Дур-Дур — значение не установлено.

### Ойконимы
- Алагир — название города происходит от осетинского «Уӕллаг Ир», что в переводе означает «Верхняя Осетия» (Уӕллаг — «верхний», Ир — национальное название Осетии)[21].
- Ардон — название происходит от гидронима Ардон (см. выше).
- Беслан — основан в 1847 году и первоначально был назван Бесланыкау — «селение Беслана», по имени местного феодала Беслана Тулатова. В официальном употреблении закрепилось название по фамилии — Тулатово или Тулатовское. В 1941 году село переименовано в Иристон (буквально — «осетинское», от соответствующего этнонима), а в 1950 году, при преобразовании села в город переименовано в Беслан[22].
- Владикавказ (Дзауджикау) — весной 1784 года при ингушской деревне Зауре основана крепость Владикавказ. Её название образовано от слов владеть и Кавказ, очевидно, под влиянием древнерусского личного имени Владимир. Название деревни от мусульманского личного имени Заур (из арабского Зафар — «победа»). От этого антропонима осетинским населением было образовано название Дзаурикау > Дзауджикау, где основу осмысливают как осетинское Ôayap — «крест», а кау — осетинское «деревня»; название в целом понимается как «святилище». В I860 году образован город Владикавказ, в 1931 году переименован в Орджоникидзе по фамилии советского партийного деятеля Г. К. Орджоникидзе. В 1944 году город переименован в Дзауджикау, чем не только был сделан подарок осетинам, но и ликвидировано одно из последних названий значительных городов, присвоенных в честь Г. К. Орджоникидзе. В 1954 году город снова получает название Орджоникидзе. В 1990 году Верховный Совет Северо-Осетинской АССР переименовал Орджоникидзе в город Владикавказ, но одновременно и восстановил традиционное название города на осетинском языке Дзауджикау. Указом Президиума Верховного Совета РСФСР от 22 октября 1990 года это уникальное двойное переименование было утверждено[16].
- Дигора — основан в 1852 году как аул осетин-христиан, который был назван Вольно-Христиановский, позже переименован в село Новохристиановское, а затем в Христиановское. В 1934 году село Христиановское переименовано в Дигора. Название было дано от осет. дигорон — самоназвания дигорцев, одного из субэтносов осетин, в единственном числе[23].
- Моздок — название происходит от кабардино-черкесского «мэздэгу» («мэз» — лес, «дэгу» — глухой, густой), и в переводе означает глухой (тёмный) лес[24].
- Октябрьское — селение основано ингушами примерно во второй половине XVIII века, когда жители, выделившиеся из округа, известного под названием Большие Ингуши (с центром в Ангуште), образовали округ Малые Ингуши с центром в селении Шолхи[25]. В 1859 году на месте бывшего аула Шолхи была основана станица Камбилеевская Сунженской оборонительной линии, которая в 1867 году была упразднена и преобразована в хутор Тарский{[26]. В 1922 году русские переселенцы, проживавшие в хуторе Тарском, были переселены, а поселение вновь было заселено ингушами, и селение вернуло своё прежнее название — Шолхи. После депортации чеченцев и ингушей 23 февраля 1944 года, селение Шолхи было переименовано в село Карца[27] и передано в состав Северо-Осетинской АО. В 1963 году в село был перенесён административный центр укрупнённого Пригородного района, а в 1965 году Указом Президиума ВС РСФСР село Карца переименовано в Октябрьское[28].
- Чикола — по мнению А. Д. Цагаевой, в основе топонима лежат ногайские уьч- «замерзать» и коль — «озеро», — «замерзшее озеро» или «три озера», где уч — «три» и коль (кель) — «озеро»[29].
- Эльхотово (Елхот) — о происхождении названия существуют две версии. Согласно одной, топоним происходит от личного имени первопоселенца. По оценке Т. А. Гуриева, название происходит от монгольских хот — «город, селение» и эр — «богатырь», или же осетинского ер, который перешёл в ир — «осетины», то есть «селение осетин, селение богатырей»[30].

### Оронимы
- Джимарай-хох — топоним Джимара (название села, горы, ледника, реки и ущелья) следует отнести к числу наиболее древних топонимов на территории Северной Осетии. В этом названии отражен этноним древнего иранского племени киммерийцев. По мнению Б. А. Алборова, в названии Джимара отражено название тех киммерийцев, которые жили на юге и назывались в осетинских нартовских сказаниях гуымирытӕ (гамеритӕ). Первоначально название Джимара звучало Гимара, что по законам фонетики современного осетинского языка перешло в Джимара[31].
- Казбек — ороним имеет много национальных вариантов. Что касается русскоязычной версии оронима, В. А. Никонов выводит её из имени князя Казибега, владевшего к приходу русских селением у подножия горы[32]. Схожее мнение у М. А. Кумахова, который считает, что вулкан получил своё название в честь осетинского князя Казбека[33]. Однако последний приводит также мнение А.Д. Цагаевой, которая считает, что название горы имеет в основе тюрк. корни хъаз — из казахского этнонима «аз» и бег — от географического термина тюрков беек, или бейек, что переводится как «высота». По мнению А. В. Суперанской, топоним Казбек относится ко всей прилегающей местности, в том числе к селу Казбеги. Связано оно может быть с каз — слово, обозначающее мусульманского судью, и бек — господин; либо же, как и А. В. Твёрдый, она связывает Казбек с «неизвестным» князем Казибеком[34].
- Кионхох — этимология названия затруднена; не исключено, что в основе первой части оронима лежит трансформированное куынэг- «скудный», «малый»; хох — «вершина», «вершина со скудной растительностью» (осет.). Согласно второй версии, первая часть оронима — къуындэг- «тесный», «вершина в тесном ущелье»[35].
- Столовая — русское название «Столовая» закрепилось за горой благодаря плоской вершине, похожей на стол. Осетинское название Мадыхох — «мать-гора».
- Урс-хох — с осетинского — «белая гора»[36].
- Сунженский хребет — от гидронима реки Сунжа (см. выше).
- Хохский хребет — от осетинского «хох» — «гора».

## История изучения
В XIX веке и в начале XX века Кавказ, и Северная Осетия в частности, привлекают внимание исследователей. Возникают общества с печатными органами, призванные изучить регион, описать быт, нравы, языки населяющих его народов. Среди таких изданий можно отметить «Ежегодник русского горного общества» (орган Русского горного общества), «Записки Кавказского отдела императорского русского географического общества», «Известия Кавказского отделения императорского Московского археологического общества», «Сборник материалов для описания местностей и племён Кавказа», «Терский календарь». На страницах этих изданий были опубликованы сотни географических названий Осетии. Например, в «Ежегоднике русского горного общества» печатались работы об орографии и ледниках Осетии.
Значительный материал по топонимии Осетии содержится в трудах Кавказского отделения Императорского Русского Географического Общества. Большой вклад в его собирание внёс путешественник по Кавказу ставропольский учитель Н. Я. Динник. И в наши дне не потеряли своего значения его «Путешествие по Дигории», «Современные и древние ледники Кавказа», «Осетия и верховья Риона».
Недостатком работ этого периода является отсутствие системы при записи топонимов и неточная их транскрипция. Местное население было ещё в основном неграмотным, все названия записывались на слух, что часто приводило к ошибкам (некоторые ошибочно записанные топонимы устоялись и используются до сих пор). Кроме того, работы такого рода были посвящены определённым объектам — прежде всего горам, ледникам и рекам — в них редко можно найти другие топонимы.
Лингвистическое изучение географических названий Северной Осетии началось с трудами В. Ф. Миллера — в его книгах «Осетинские этюды», «Язык осетин», «Осетинско-русско-немецкий словарь» приводятся многочисленные осетинские (осетинского происхождения) топонимы не только на территории современной Северной Осетии, но и в современной Кабардино-Балкарии и Карачаево-Черкесии.
Открытие в 1920 году первого в Российской Федерации национального педагогического вуза (Северо-Осетинский государственный педагогический институт, с 1969 года — Северо-Осетинский государственный университет) и основание Северо-Осетинского научно-исследовательского института в 1925 году привело к формированию национального сообщества осетиноведов. Вопросам топонимии посвящены работы В. И. Абаева, Б. А. Алборова, Т. А. Гуриева, А. Д. Цагаевой и др. В 1971 году издана монография А. Д. Цагаевой «Топонимия Северной Осетии», где чётко классифицированы около 10 тысяч осетинских топонимов.